# Agnes von Poitiers

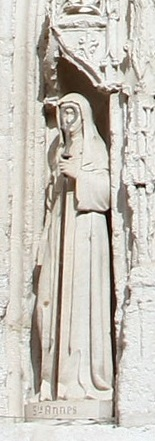
Agnes von Poitiers, Skulptur (1893) am Portal der Kirche Sainte-Radegonde in Poitiers

Agnes von Poitiers (* im 6. Jahrhundert; † 588 in Poitiers) ist eine Heilige der katholischen Kirche. Sie war Adoptiv-, eventuell auch nur Ziehtochter, des neustrischen Königs Chlothar I. und seiner Gemahlin Radegunde. Ihr Gedenktag ist der 13. Mai.

## Leben und Werk
Im von ihrer mütterlichen Freundin gegründeten Kloster Sainte Croix wurde sie die erste Äbtissin. Dort führte sie die Klosterregeln des heiligen Caesarius von Arles ein und leitete den Konvent mit Umsicht und Klugheit. Wie Radegunde stand sie in freundschaftlichem Kontakt mit Venantius Fortunatus, in dessen Werk ihre Persönlichkeit Spuren hinterlassen hat.

## Darstellung
Mittelalterliche oder frühneuzeitliche Darstellungen der Heiligen sind unbekannt; einige wenige Darstellungen des 19. Jahrhunderts zeigen sie mit Abtsstab.